# Mimetica semialata
Mimetica semialata är en insektsart som beskrevs av Max Beier 1960. Mimetica semialata ingår i släktet Mimetica och familjen vårtbitare. Inga underarter finns listade i Catalogue of Life.